# Condado de Calhoun (Alabama)
El Condado de Calhoun es un condado de Alabama, Estados Unidos. Llamado en honor de John C. Calhoun, miembro del Senado de los Estados Unidos por Carolina del Sur. Tiene una superficie de 1586 km² y una población de 112 249 habitantes (según el censo de 2000). La sede de condado es Anniston.

## Historia
El Condado de Calhoun se fundó el 18 de diciembre de 1832.

## Geografía
Según la Oficina del Censo de los Estados Unidos el condado tiene un área total de 1586 km², de los cuales 1576 km² son de tierra y 10 km² de agua (0,63%).

### Principales autopistas
| - Interestatal 20 - U.S. Route 78 - U.S. Route 278 - U.S. Route 431 | - Ruta Estatal de Alabama 9 - Ruta Estatal de Alabama 21 - Ruta Estatal de Alabama 144 - Ruta Estatal de Alabama 202 - Ruta Estatal de Alabama 204 |

### Condados adyacentes
- Condado de Cherokee (Alabama) - noreste
- Condado de Cleburne (Alabama) - este
- Condado de Talladega (Alabama) - sur
- Condado de St. Clair (Alabama) - oeste
- Condado de Etowah (Alabama) - noroeste

### Ciudades y pueblos
- Alexandria
- Anniston
- Blue Mountain
- Bynum
- Choccolocco
- Eastaboga
- Hobson City
- Jacksonville
- Ohatchee
- Oxford (parcialmente - Parte de Oxford se encuentra en el Condado de Talladega)
- Piedmont (parcialmente - Parte de Piedmont se encuentra en el Condado de Cherokee)
- Saks
- Weaver
- West End-Cobb Town

## Demografía
| Población histórica Año Población ±% 1900 34 874 — 1910 39 115 +12.2 % 1920 47 822 +22.3 % 1930 55 611 +16.3 % 1940 63 319 +13.9 % 1950 79 539 +25.6 % 1960 95 878 +20.5 % 1970 103 092 +7.5 % 1980 119 761 +16.2 % 1990 116 034 −3.1 % 2000 112 249 −3.3 % |           |         |
| Población histórica |           |         |
| Año | Población | ±%      |
| 1900 | 34 874    | —       |
| 1910 | 39 115    | +12.2 % |
| 1920 | 47 822    | +22.3 % |
| 1930 | 55 611    | +16.3 % |
| 1940 | 63 319    | +13.9 % |
| 1950 | 79 539    | +25.6 % |
| 1960 | 95 878    | +20.5 % |
| 1970 | 103 092   | +7.5 %  |
| 1980 | 119 761   | +16.2 % |
| 1990 | 116 034   | −3.1 %  |
| 2000 | 112 249   | −3.3 %  |